# Giovanni Arosio
Giovanni Arosio (Lissone, 24 luglio 1911 – ...) è stato un calciatore italiano, di ruolo attaccante.

## Caratteristiche tecniche
Era un attaccante rapido, e nonostante un fisico brevilineo era capace di concludere in maniera appropriata l'azione ed a resistere alle cariche degli avversari.

## Carriera
Inizia la carriera nella Juventus Italia di Milano, con cui gioca per una stagione in Prima Divisione, la terza serie dell'epoca.
Passa poi al Monza, con cui gioca sempre in Prima Divisione fino al 1934-1935.
Nella stagione 1936-1937 ha giocato con il Novara in Serie A, collezionando 5 partite senza reti all'attivo, per poi tornare a vestire la stagione successiva la maglia del Monza, in Serie C, ma nella formazione delle riserve, visto che in prima squadra c'era Umberto Arosio per poi essere svincolato alla fine della stagione 1938-1939.
In seguito ha giocato per altre due stagioni non consecutive con la Pro Lissone, entrambe in Serie C.
In carriera ha segnato complessivamente 68 gol con la maglia del Monza, che fanno di lui il secondo miglior marcatore della storia della società brianzola dietro a Bruno Dazzi.